# لوله‌ماهی شکلاتی
لوله‌ماهی شکلاتی (نام علمی: Syngnathus euchrous) نام یک گونه از زیرخانواده لوله‌ماهی است.